# Raju (demonio)

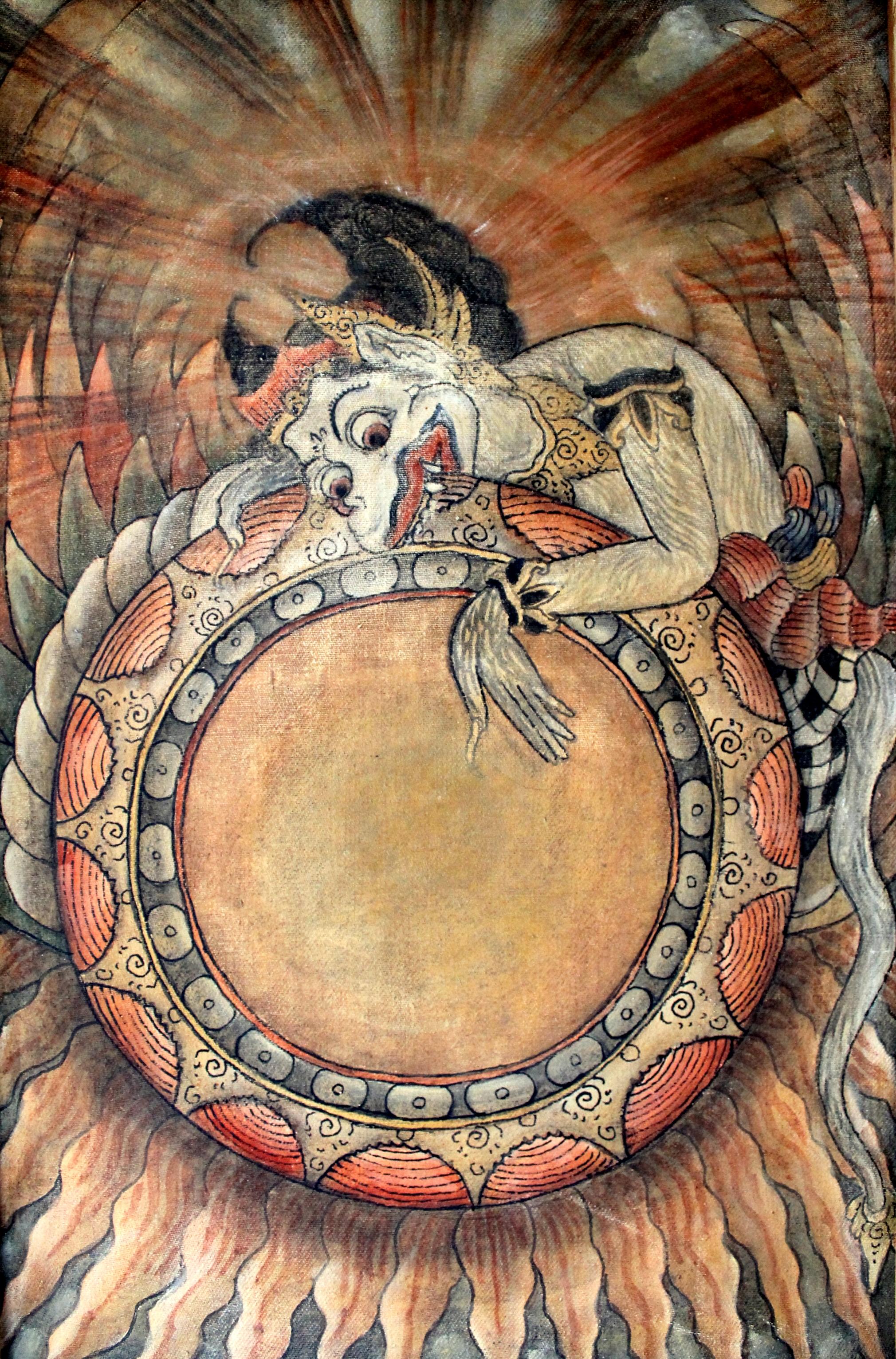
Rahu Rahukaalam Ketu, Raju y su cola Ketu atacan al Sol.

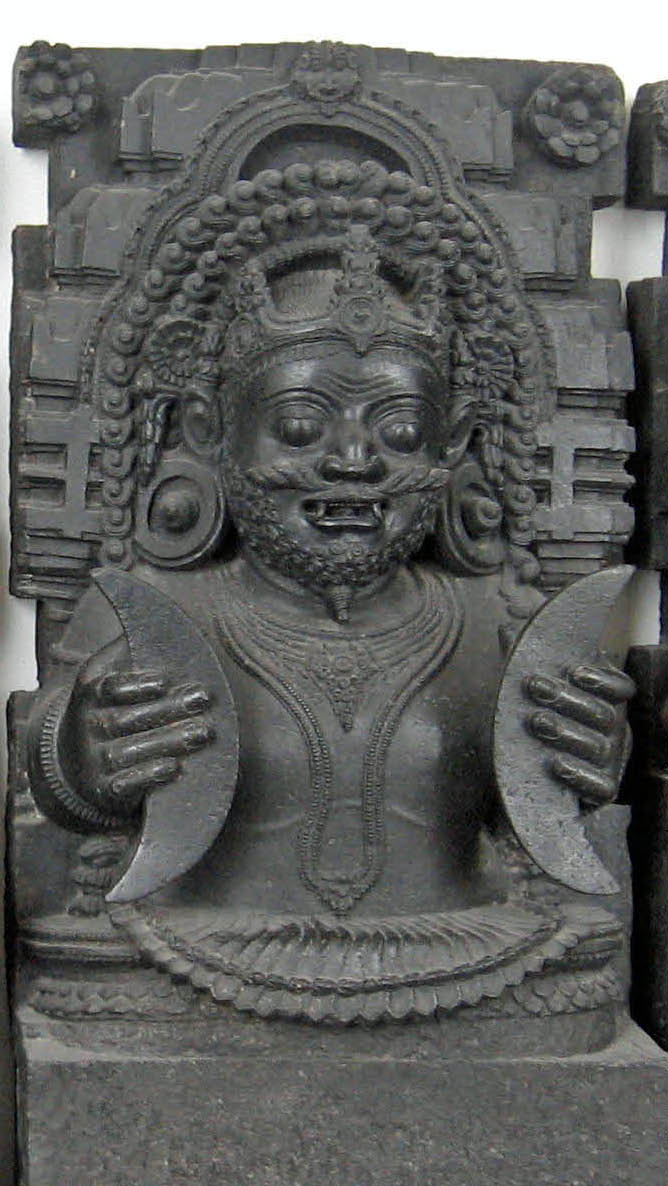
Imagen de Raju en el Museo Británico.

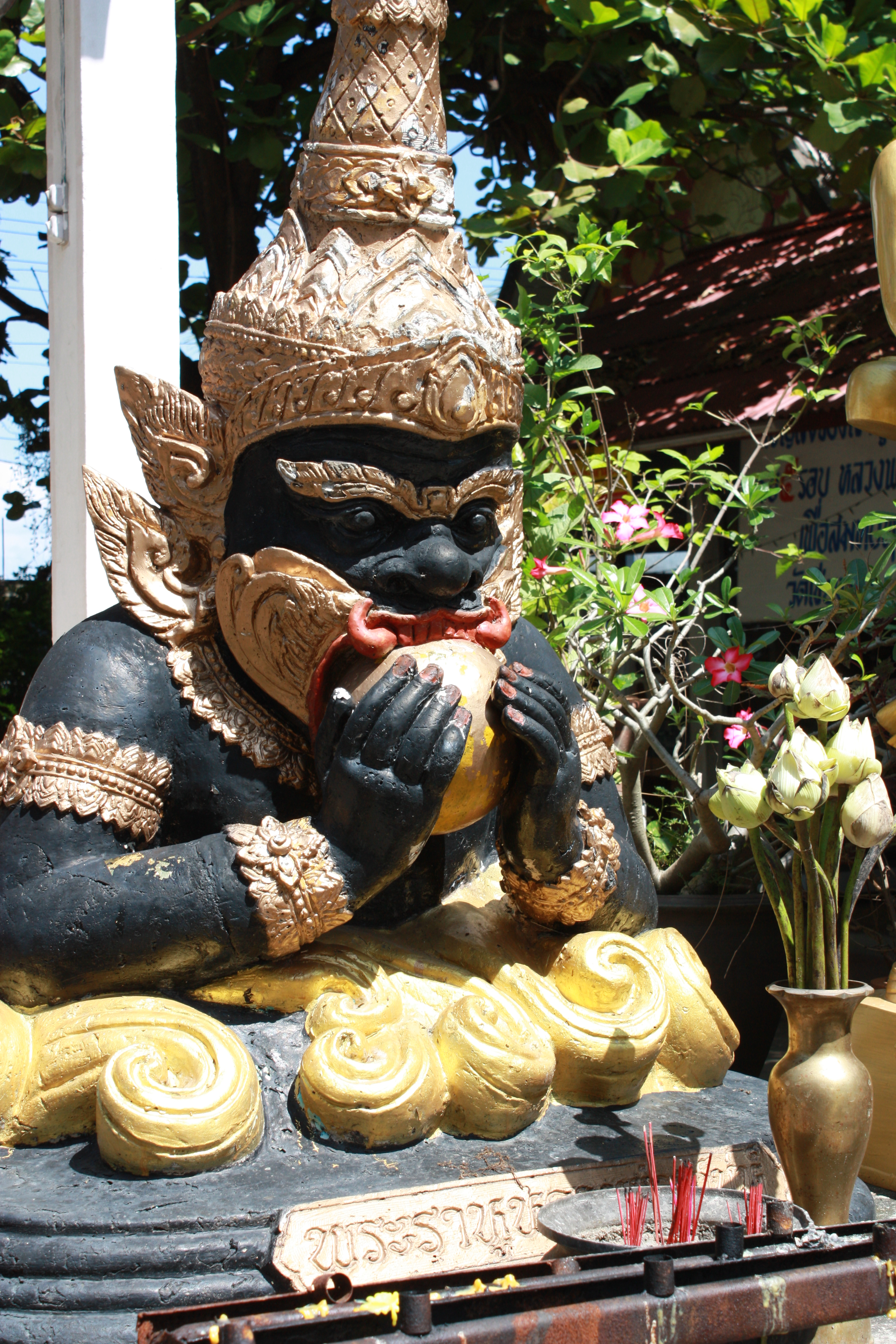
En esta estatua tailandesa, Raju devora a la Luna.

En el marco del hinduismo, Raju (‘atacante’ en sánscrito) es el demonio que provoca los eclipses lunares y solares.
En la mitología budista es un dios iracundo de muchas cabezas.

## En el hinduismo

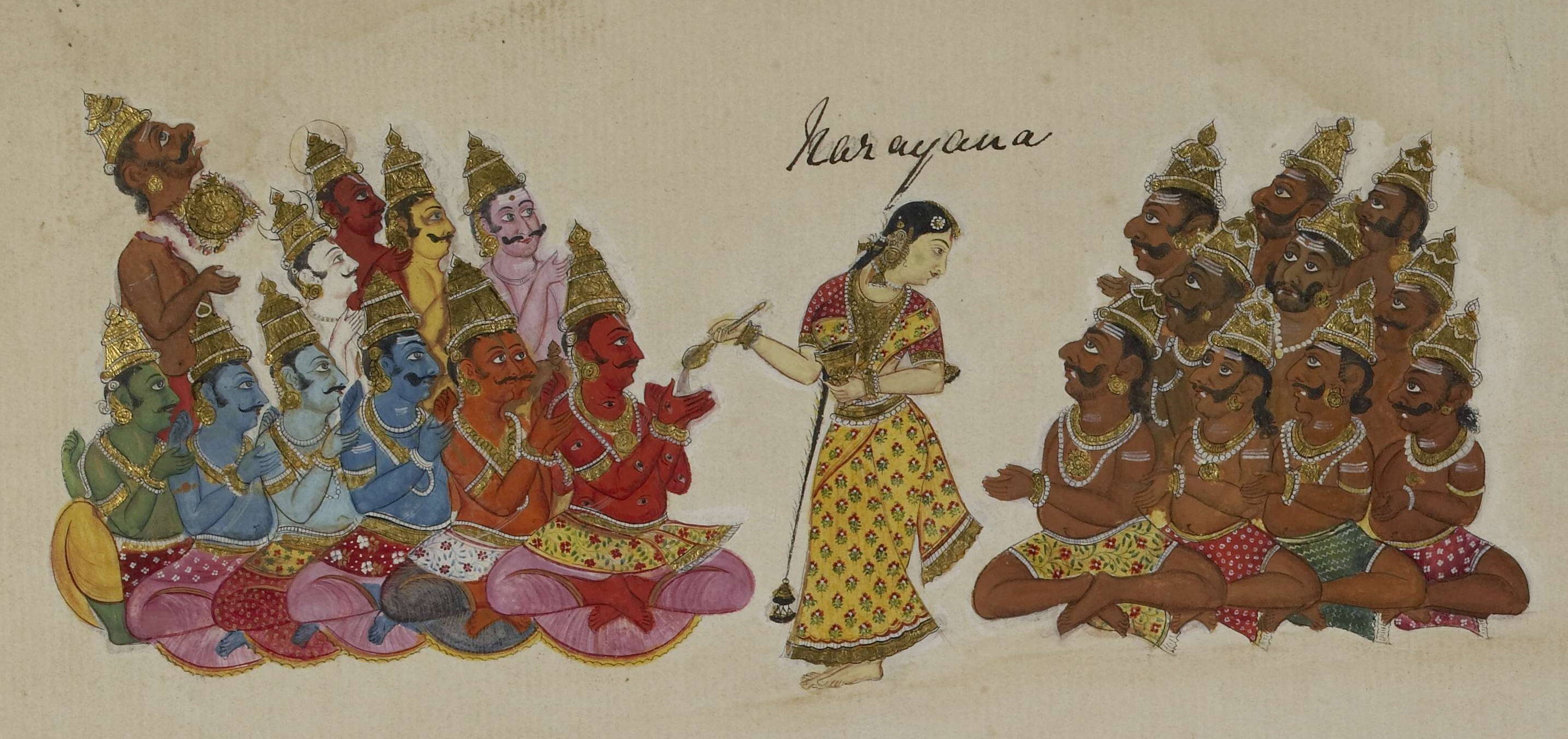
Viṣṇu como Mohini, identificado por una inscripción 'Narayana', está repartiendo el amrita a los dioses reunidos sentados frente a los asuras. Mientras está ocupada, se distrae con los asuras que claman por su parte. En ese momento, Rahu, sentado entre los devas, y ansioso por obtener su parte de amrita, es descubierto y decapitado por el cakra de Viṣṇu.

Este daitia (demonio ‘descendiente de Diti’) era el horrendo hijo de Vipra Chitti y de Símjika, y tenía cola de dragón.
Participó en el lila (pasatiempo divino) llamado samudra manthan o sagara manthan (el ‘batido del océano [de leche]’).
En los Puranas se explica el conflicto entre los daitias (demonios) y los aditias (dioses), y su búsqueda del amrita (néctar de la inmortalidad).
En este līlā, llegó un momento en que los demonios robaron el néctar a los dioses.
Para rescatarlo (para entregárselo a sus amigos los devas), el dios Vishnú adoptó la forma de Mojini, una mujer ‘enloquecedora’ (moja) y se acercó a los demonios.
Cuando los demonios vieron la encantadora belleza de Mojini, perdieron toda compostura.
Mientras los demonios estaban encantados con la belleza divina, Mojini se apoderó del néctar y lo distribuyó entre los dioses.
El asura Raju sospechó el juego sucio y se unió a la fila de los dioses, para recibir el néctar.
Soma se dio cuenta de que Raju estaba por beber el néctar, y le avisó a Mojini, quien extrajo de entre sus ropas el súdarshan chakra (un disco parecido a un anillo ninja) y decapitó al demonio.
Sin embargo, Raju logró tomar una gota del néctar de inmortalidad, por lo que no murió: su cabeza y su cuerpo, separados, flotaron en el espacio como dos astros invisibles a los ojos humanos: Raju ―la cabeza esférica― y Ketu ―el cadáver, con forma de dragón, aunque esférico (exactamente igual que la cabeza)―.
En venganza contra la Luna, cada tanto la devora con su inmensa boca, pero no por mucho tiempo: finalmente debe defecarla a través de su nuca abierta.
Los hinduistas también explicaban los eclipses solares de la misma manera:La Luna se interpone ante el Sol, y suponían que la sombra que veían era Raju o Ketu comiéndose al Sol.

## En el budismo
En el budismo, Raju es uno de los krodha devatas (terroríficos ‘dioses de la ira’). Se menciona en el Samyutta nikaya del Canon Pali.

## Transliteración
En letra devánagari se escribe राहु (rāju).
En sánscrito clásico se pronunciaba [raajú].
En inglés se escribe Rahu y se pronuncia aproximadamente [ráju].